# ترنس وینتر
ترنس وینتر (به انگلیسی: Terence Patrick Winter) تهیه‌کننده و فیلم‌نامه‌نویس سینما و تلویزیون اهل آمریکاست.
او نویسنده و تهیه‌کننده اجرایی مجموعه تلویزیونی امپراتوری بوردواک می‌باشد.